# 安远庙
安远庙，俗称伊犁庙、金顶寺，位于河北省承德市，是一座藏传佛教格鲁派寺院，为“外八庙”之一。1988年被列为第三批全国重点文物保护单位。

## 历史
安远庙在武烈河东的山岗上。寺庙建于清朝乾隆二十九年（1764年），由于其形制上仿造新疆伊犁河畔的固尔扎庙，故又称“伊犁庙”。
固尔扎庙是喀尔喀蒙古规模最大的寺庙，准噶尔部牧民每年夏季都到固尔扎庙集会朝拜。乾隆二十年（1756年），固尔扎庙被阿睦尔撒纳溃军烧毁。清军平叛后，立有功勋的达什达瓦部全部迁住热河。乾隆帝为给达什达瓦部提供佛事活动场所，遂下令在武烈河东岸建造安远庙。安远庙落成之后，厄鲁特蒙古各部的首领每年夏天都来热河聚会。该庙是乾隆帝在平定准噶尔过程中继普宁寺之后，在避暑山庄外兴建的第二座喇嘛庙。

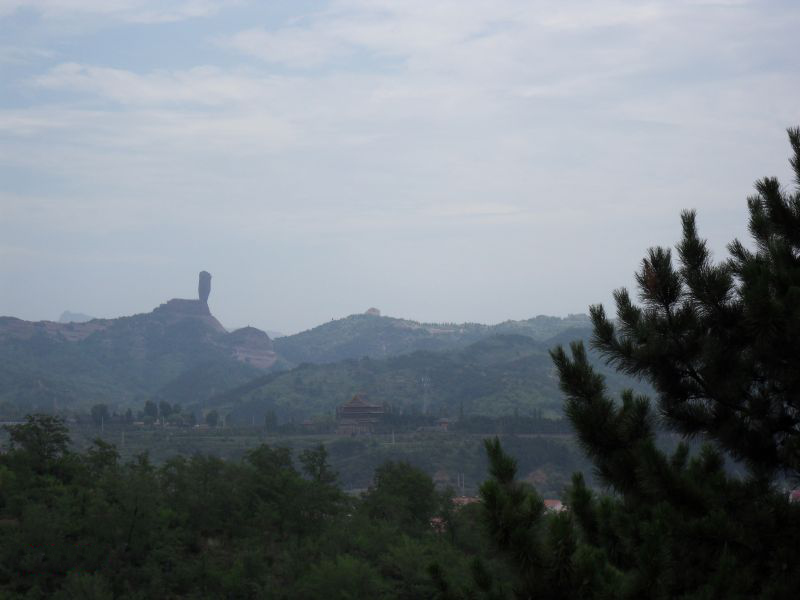
远眺磬锤峰。磬锤峰下的图中央依稀可见安远庙。

1949年前后，安远庙仅存普渡殿、山门及附属的小殿，其他建筑皆已坍毁。1980年代，国家拨出专款修缮安远庙，将普渡殿、山门、二道山门、配殿、门殿均恢复为清朝原貌。
2011年，承德市文物部门启动安远庙修缮工程，于2011年10月31日竣工。

## 建筑
安远庙在磬锤峰下，平面为长方形，朝南偏西，长255米，宽146米，占地面积2.8公顷。全庙内外共有三道墙。主要建筑有：
- 棂星门：第一道围墙的正面及两侧共设有三座棂星门。[4]
- 山门：位于第二道围墙南侧正中，面阔三间，汉式重檐歇山顶，砖混结构，开有拱门三个。[2]
- 棂星门：位于山门以北，砖混结构，红白色相间抹面，壁上设有盲窗。门前有幢杆两对。[4]
- 二道山门：下部是砌砖石城座，开有拱门三个，壁上设有盲窗。石城座上建有门殿，歇山顶，门殿两侧设腰墙。二道山门位于第三道墙南侧正中。第三道墙的东、西、北三面和第二道墙合一，分别设有门，与二道山门形制类似。[2][4]
- 门殿：进入山门，是一个由64间单层群房（藏式建筑中一般称作“嘛呢噶拉廊”）围成的正方形院落，其中正南中央三间为门殿，殿内有卧碑一座，刻有乾隆帝《安远庙瞻礼书事》（有序），卧碑正面为满文、汉文，背面为蒙古文、藏文，卧碑两侧面各刻乾隆帝诗作一首。院落中央是普渡殿。[2][4]
- 普渡殿：是安远庙的主要建筑，外观四层，实际三层，平面为方形。[2][4]该殿面阔、进深均为七间，三重檐，通高27米，一、二层为单檐，三层为重檐歇山黑琉璃瓦顶。据说这是因为在五色中黑代表五行中的水，为使安远庙避免固尔扎庙毁于战火的厄运，乃用黑瓦覆顶，以水克火，防止毁于火灾。外观第四层实际是屋顶的重檐结构，收为五间。大屋顶高8.8米。正脊中部有三个铃塔，正中者大，两侧者小，间以八宝法器饰纹。殿内顶部是八角形藻井，藻井中央有盘龙口衔轩辕镜。普渡殿内一层供奉的主尊为木雕的绿度母像，为国家一级文物，像前金柱朝北挂有条幅“竺乾云护三摩峙，朔漠风同万里绥”，金柱内侧分别有木雕的熊、虎。殿内一、二、三层四壁都是壁画，内容为佛教的《佛国源流》和神佛战胜“八可畏”故事，壁画以绿、白、红色为主色调，色彩绚丽，线条流畅。一层画幅高3米，二层画幅高1.5米。画中有佛国净土的楼宇，有清朝的城乡风貌、山水、寺塔、人物、花鸟。人物画中有佛、菩萨、天王等等。壁画严重破损。[3][4]